# メトロ・デ・リマ
メトロ・デ・リマ（スペイン語（西）: Metro de Lima）は、ペルーの首都リマの都市鉄道である。現在は1号線がリマの南端と中心部を結んでいる。この1号線には地下区間は一切存在しないが、今後開発が計画されている5つの新しい路線は地下鉄道になる予定である。

## 路線
| 路線  | 路線                                                                                           | 延長    | 駅数               | 開業日        | 路線の形式 |
| ----- | ---------------------------------------------------------------------------------------------- | ------- | ------------------ | ------------- | ---------- |
| 1号線 | バヨバル - ビジャ・エル・サルバドール (Bayóvar - Villa el Salvador)                            | 34.6 km | 26(2017年10月現在) | 2011年6月11日 | 高架       |
| 2号線 | プエルト・デル・カヤオ - ムニシパリダード・デ・アテ (Puerto del Callao - Municipalidad de Ate) | 27 km   | 27                 | 建設中        | 地下       |
| 4号線 | カルメン・デ・ラ・レグア - ガンベッタ (Carmen de la Legua - Gambetta)                          | 8 km    | 7                  | 建設中        | 地下       |

## 開発

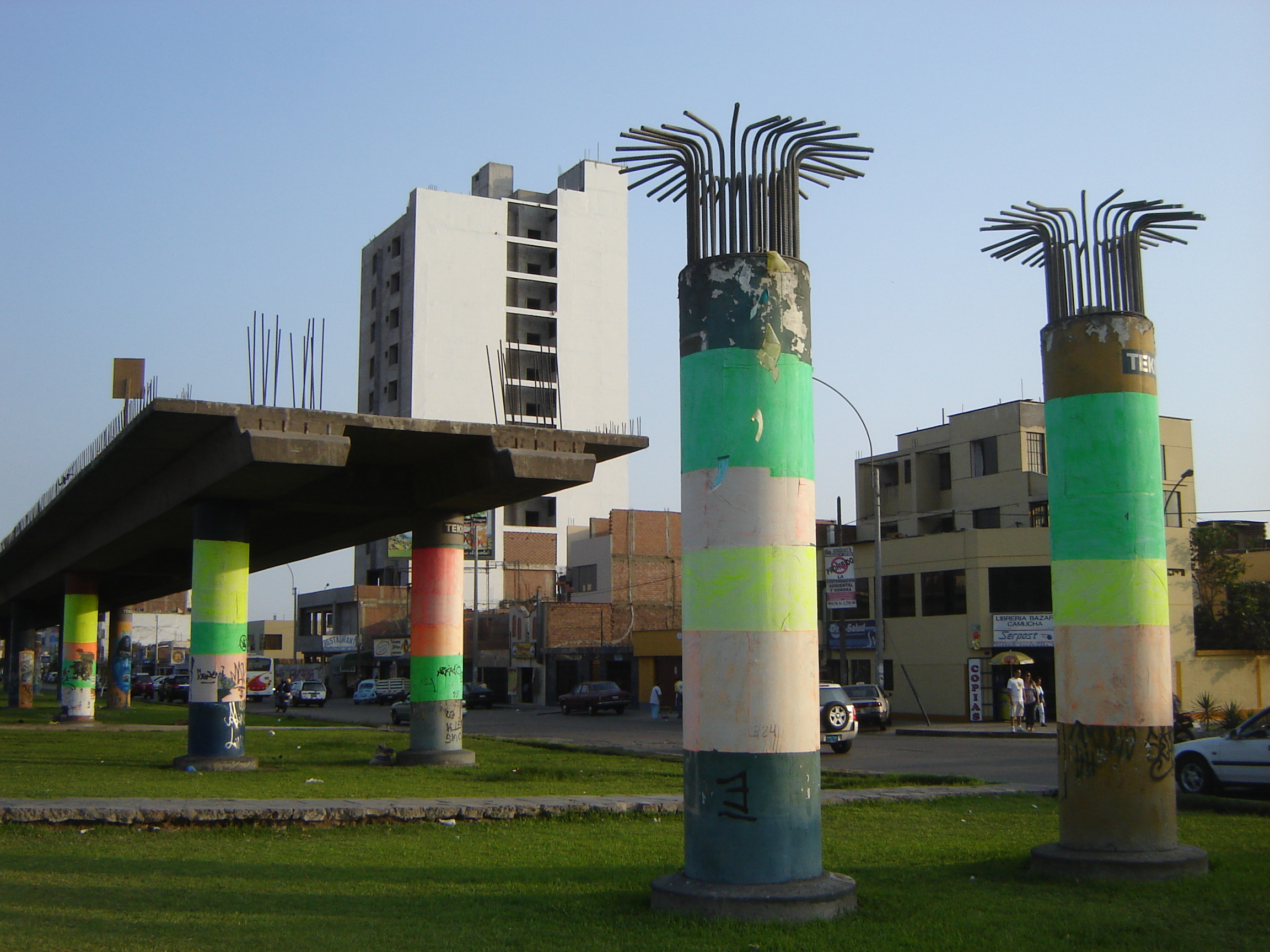
開発が停滞していた当時の未完成路線の様子。

### 1号線
1号線の開発は1986年に始まったが、後にペルーは経済不況に陥り、開発は長期間にわたり停滞してしまった。その時点では、すでに9.2kmの路線が完成してあり、7つの駅と32の車両が準備されていたが、実験運行の結果、商業的に距離と需要が不十分とみなされ、営業運行は開始されないまま計画は凍結された。しかし、2009年に入ると当時の大統領の指令により国の交通通信省が開発を再開させ、2011年6月11日に21.4kmの路線が完成した。公共の試行運転の後、2012年4月5日には営業運行を開始した。2014年6月25日には新たに9駅が開業し、全長34.6kmの路線に延長された。

### 開発中の路線
リマ地下鉄は6号線までの建設を計画しており、建設中の2号線は2016年に開業予定であったが、建設は大幅に遅れており、2018年12月13日には開業を2024年とすることが決定した。ホルヘ・チャベス国際空港を通る予定の4号線は2020年に3号線より先に開業する予定である。

## 建設時の贈収賄容疑
建設は、ブラジルの建設会社であるオデブレヒトが参画。後に同社によるペルー政権上層部へ贈賄を行った疑惑が取りざたされ、歴代政権に傷をつけることとなった。最終的に3人の大統領、オジャンタ・ウマラ（在任期間2011年-2016年）、アラン・ガルシア（在任期間2006年-2011年）、アレハンドロ・トレド（在任期間2001年-2006年）に収賄などの容疑で逮捕状が請求されている。2019年、アラン・ガルシアは、逮捕直前に亡命を試みるも失敗して自殺している。